# Umrao Jaan (film 2006)
Umrao Jaan (urdu امراؤ جان, hindi उमराव जान) – indyjski dramat miłosny z Aishwarya Rai w roli sławnej kurtyzany wyreżyserowany w 2006 roku przez J.P. Dutta nagrodzonego Nagrodą Filmfare za Border i nominowanego za LOC Kargil (2003). W filmie wystąpili ponadto Shabana Azmi, Sunil Shetty, Abhishek Bachchan, Divya Dutta, Himani Shivpuri i Kulbhushan Kharbanda. Scenariusz filmu, podobnie jak w innych filmach J.P. Dutta, napisał jego ojciec O.P. Dutta (w oparciu o klasyczną powieść Umrao Jan Ada Mirza Hadi Ruswa napisaną w języku urdu). Film kręcono między innymi w pałacu w Dżajpurze w Radżastanie.
Wcześniej w 1981 powstał film na ten temat Umrao Jaan z Rekhą w roli tytułowej.

## Obsada
- Shabana Azmi – Khannum Jaan
- Aishwarya Rai – Ameeran/Umrao Jaan
- Abhishek Bachchan – Nawab Sultan
- Sunil Shetty – Faiz Ali
- Divya Dutta – Bismillah
- Himani Shivpuri – Bua Hussaini
- Kulbhushan Kharbanda – Maulvi Sahib
- Puru Rajkumar – Gauhar Mirza
- Ayesha Jhulka – Khurshid
- Bikram Saluja – Ashraf

## Opis filmu
Mała dziewczynka – Ameeran zostaje porwana i sprzedana do domu publicznego w Lucknow. Tam dorasta, by stać się najbardziej znaną i piękną kurtyzaną swoich czasów – Umrao Jaan (Aishwarya Rai). Podczas pierwszego spotkania z mężczyzną, nazywającym się Nawab Sułtan (Abhishek Bachchan), zakochuje się w nim. Jest to uczucie odwzajemnione. Dziewczyna obiecuje być lojalna względem swego ukochanego. Widują się codziennie i są wyjątkowo szczęśliwi, ale los szykuje im co innego. Na wieść o spotkaniach z prostytutką, ojciec wydziedzicza syna i wyrzuca z domu.
Sułtan prosi Umrao by na niego czekała, po czym wyjeżdża.

## Muzyka
Muzykę skomponował Anu Malik, twórca muzyki do takich jak: Aśoka Wielki, Fiza czy Jestem przy tobie. Autorem tekstów do piosenek jest scenarzysta Don – Javed Akhtar.
- Ek Tute Huye Dil Ki – Alka Yagnik
- A Foreword – by Javed Akhtar
- Salaam – Alka Yagnik
- Pehle Pehel – Alka Yagnik
- Jhute Ilzaam – Alka Yagnik
- Agle Janam Mohe Bitiya Na Kijo – Richa Sharma
- Main Na Mil Saku – Alka Yagnik
- Bekhka Diya Humein – Alka Yagnik i Sonu Nigam
- Agle Janam Mohe Bitiya Na Kijo (child version) – Anmol Malik
- Pooch Rahe Hai – Alka Yagnik